# Michaël Boumendil
Pour les articles homonymes, voir Boumendil.
Michaël Boumendil, né le 25 avril 1971 à Sarcelles, est un compositeur et designer sonore français. Il conceptualise au début des années 1990 les grands principes de l'identité sonore des marques et crée en 1995 une agence de design musical et d'audio branding en France.
Il vit et travaille aux Etats-Unis où le Harper's Magazine l'a surnommé "le Philippe Starck du son". Il est en 2024 le compositeur français le plus entendu au monde, avec une audience quotidienne de plus de deux milliards de personnes.

## Parcours
Né à Sarcelles en 1971, Michaël Boumendil passe une partie de son enfance dans le Sud de la France, à Cannes. Après l’obtention d’un baccalauréat scientifique en 1988 à l’âge de 17 ans au lycée Carnot, il s’inscrit dans une prépa économique et commerciale du lycée Lavoisier à Paris et continue à faire de la musique sur son temps libre. En 1986, il fonde un groupe de rock dénommé Blue Lagoon. En 1994, Michaël Boumendil est diplômé de l’EDHEC en spécialisation marketing et communication.[pertinence contestée]
En 1995, il crée Sixième Son, une agence spécialisée dans l’identité sonore et le design musical. Le concept de cette agence est de doter les marques d’une identité musicale en complément de leur identité visuelle. Un métier à distinguer du design sonore, discipline davantage centrée sur l’ingénierie sonore et industrielle quand le concept de Michaël Boumendil relève du design de communication. 
Michaël Boumendil fait partie, avec Raymond Murray Schafer (auteur, en 1977, du livre Le Paysage sonore) ou Louis Dandrel, responsable de l’unité de design sonore de l’Ircam, des promoteurs de l’audio branding.
En 2015, via l’agence Sixième Son, Michaël Boumendil signe sa 300e création sonore. La même année, David Gilmour des Pink Floyd s’inspire de l’identité sonore de la SNCF composée par Michaël Boumendil pour l'album Rattle That Lock. Michaël Boumendil y sera co-auteur de la musique. Cependant, cette collaboration tourne au conflit judiciaire : l'année suivante, Michaël Boumendil assigne la société de David Gilmour en justice, arguant qu'il n'aurait pas utilisé comme prévu les notes du jingle, mais le son enregistré que diffuse la SNCF dans les gares et réclame un nouveau contrat de 450 000 euros. Au mois de mai 2019, le tribunal a rejeté les accusations de contrefaçon de Michaël Boumendil, et l'a condamné à rembourser les frais de justice de David Gilmour. 
En 2017, Michaël Boumendil s’implante aux États-Unis avec l’ouverture d’un bureau à New York afin de développer le marché américain avec son agence de design sonore. L'Espagne, la Russie, le Canada et l'Australie sont également concernés. Ses recherches dans le domaine de l’identité sonore l’ont amené à développer son expertise sur la voix et la synthèse vocale. Michaël Boumendil est régulièrement sollicité pour s’exprimer sur ces sujets. Il anime par ailleurs un blog personnel relatif à l’audio branding.
Le 4 septembre 2023, Michaël Boumendil est élevé au rang de chevalier de l'ordre des Arts et des Lettres en présence de Madame la Première Ministre Elisabeth BORNE, Mesdames les ministres Amélie OUDÉA-CASTÉRA et Rima ABDUL MALAK.

## Publications
Juin 2017, publication d'un ouvrage consacré à l'audio branding : Design musical et stratégie de marque aux éditions Eyrolles. L'ouvrage est préfacé par Maurice Levy  ce qui "ce livre apporte un éclairage inédit et très intéressant sur (...) le rôle de l’image sonore, à côté du design et de la communication au sens large" . Postface de Jean-Michel Jarre. 
Le 29 juin 2023 paraît aux Éditions Débat Public l'ouvrage "Le Siècle du Son"  qui souligne  que le son est devenu le langage le plus puissant de notre ère. Selon la Base Electre , l'auteur explique "en quoi la musique est un outil de transformation et d'influence, et démontre les opportunités qu'elle offre aux marques."
Michaël Boumendil a par ailleurs contribué à d'autres ouvrages : ceux de Sophie Rieunier, Marketing sensoriel et expérientiel du point de vente (éd. Dunod 2013), François-Xavier Goudemand, Comment créer une marque bankable ? (éd. Éllipses, 2018), Colleen Fahey, Audio Branding: Using Sound to Build Your Brand (éd. KoganPage 2017), Assaël Adary et Céline Mas, Communicator (éd. Dunod) et enfin Laurence Minsky et Ilan Geva, Global Brand Management (éd. KoganPage 2019).

## Collaborations
2006, collaboration avec le Centre Pompidou et l'Ircam, pour le « Colloque Design sonore urbain », sur centrepompidou.fr, 2006
2016, collaboration avec l'Ecole Professionnelle Supérieure d’Arts Graphiques de la ville de Paris, création d'un MOOC dédié à l'identité sonore. « MOOC identité sonore, École publique de la Ville de Paris », sur moocdigital.paris, 2016.
Collaboration artistique avec Robbie Williams, en 2023, pour la marque Félix (Purina) de nourriture pour chat. Michaël Boumendil co-signe la musique et les paroles de It's Great to Be a Cat (feat. Robbie Williams).  « It's Great to Be a Cat (feat. Robbie Williams) », sur music.apple.com, 2023

## La "décence émotionnelle"
Partant du constat de "l’émergence d’une indécence émotionnelle dans l’appropriation de musiques"   par les marques, Michaël Boumendil a proposé en 2020  concept de "Emotional Decency" (décence emmotionnelle),  "un appel à définir (...) quelle émotion est juste pour une marque et quelle émotion ne l’est pas. (...) C’est sans doute une nouvelle éthique de marque. " 

## Identités sonores notables
- Alstom, 1997
- France Télécom, 2001
- Aéroports de Paris, 2005
- SNCF, 2005
- RATP, 2006
- Samsung, 2006
- Royal Air Maroc, 2008
- Michelin, 2010
- Castorama, 2011
- EDF, 2011
- FDJ, 2012
- Peugeot, 2013
- Areva, 2013
- Roland Garros, 2014
- SFR, 2014
- But, 2014
- PMU, 2015
- AccorHotels, 2015
- Huggies, 2016
- Kiloutou, 2016
- Carrefour, 2017
- Wiko, 2017
- Philharmonie de Paris, 2018
- Vueling, 2018

## Récompenses et nominations
- Chevalier de l’ordre des Arts et des Lettres[29] - 2023
- ISA International Sound Awards] : lauréat pour Renault R.S. Enters the Zone (Audio Branding)[30]
- Grand Prix Stratégies du Design : Bronze pour Carrefour (Design sonore)
- Trois Grand Prix Stratégies du Design 2017 catégorie "Design Sonore du Grand Prix du Design" [31] :
  - Or pour l'identité sonore de Renault ;
  - Argent pour la chanson de marque Marc Dorcel ;
  - Bronze pour l'identité sonore Huggies.
- Remise de la médaille du Commerce extérieur par Monsieur Mathias Fekl, secrétaire d’État chargé du Commerce extérieur[32].
- Grand Prix Stratégies du Design 2015[33] : prix de la catégorie « Design Sonore » pour la création de l’identité sonore Peugeot.
- Grand Prix Stratégies du Design 2014[34] : prix de la catégorie « Design Sonore » pour la création de l’identité sonore Roland-Garros.
- Audio Branding Congress 2013[35]: l’identité sonore de Peugeot élue « Worldwide Best audio branding case» (« Meilleure Identité Sonore Internationale »).
- Grand Prix Stratégies du Design 2013 : prix dans la catégorie « Design Sonore » pour la création de l’identité sonore FDJ[36]
- Prix SuperDesign 2012 pour le programme d’identité sonore du Groupe Bel et mention pour l’identité sonore FDJ[37]
- Grand prix Stratégies du Design pour le programme d'identité sonore d'Axa - 2012
- Grand Prix de l’Audio Branding Award - 2011
- Grand prix Stratégies du Design pour l'identité sonore de Castorama - 2011[38],[39]
- Grand prix Stratégies du Design pour son travail sur la redéfinition de l’identité sonore de la SNCF, et distinction pour son travail avec Unibail-Rodamco - 2010
- Grand prix Superdesign pour son travail sur la redéfinition de l’identité sonore de la SNCF - 2010[40]
- Prix EDHEC de l'Année 2005[41]
- Lauréat du prix Jacques-Douce (devenu prix Jacques-et-Françoise-Douce) – 1997
- Lauréat des Défis d’or – 1996[42]
- Lauréat de la Fondation 3 Suisses – 1996
- Lauréat du prix des Banques populaires pour la Création d’Entreprises – 1995
- Lauréat du prix Invesca organisé par les étudiants de l'eslsca – 1995